# Saint-Pierre-des-Ifs (Calvados)
Saint-Pierre-des-Ifs település Franciaországban, Calvados megyében. Lakosainak száma 453 fő (2022. január 1.). Saint-Pierre-des-Ifs La Boissière, Le Mesnil-Eudes, Les Monceaux, Le Pré-d’Auge, Saint-Désir, Saint-Martin-de-la-Lieue és Saint-Christophe-sur-Condé községekkel határos.

## Népesség
A település népessége az elmúlt években az alábbi módon változott:
| Lakosok száma | 255  | 332  | 346  | 446  | 471  | 462  | 451  | 453  | 454  | 453  |
|               | 1968 | 1982 | 1990 | 2006 | 2013 | 2015 | 2017 | 2019 | 2020 | 2022 |